# هوب مونرو
هوب مونرو (بالإنجليزية: Hope Munro)‏ هي لاعب هوكي الحقل أسترالية، ولدت في 14 يونيو 1981.

## وصلات خارجية
- هوب مونرو على موقع الاتحاد الدولي للهوكي (الإنجليزية)
- هوب مونرو على موقع اللجنة الأولمبية الدولية (الإنجليزية)
- هوب مونرو على موقع أوليمبيديا (الإنجليزية)
- هوب مونرو على موقع اللجنة الأولمبية الأسترالية (الإنجليزية)